# 코먼웰스 스타디움
코먼웰스 스타디움(Commonwealth Stadium)은 캐나다 앨버타주 에드먼턴에 위치한 다목적 경기장이다. 1978년 에드먼턴에서 개최된 코먼웰스 게임의 주경기장으로 건설되었으며 CFL 에드먼턴 엘크스가 홈 경기장으로 사용하고 있다.